# Automobile Club de France
Pour les articles homonymes, voir ACF et Automobile Club.
L'Automobile Club de France (ACF) est un club privé français fondé le 12 novembre 1895, installé au sein de deux hôtels particuliers mitoyens, réunis après leur acquisition : l'hôtel du Plessis-Bellière et l'hôtel Cartier, situés aux 6-8 place de la Concorde, dans le 8e arrondissement de Paris. 
Réservé aux hommes, le club est géré par la Société de gestion de l'Automobile Club de France. Il est le plus ancien automobile club au monde.

## Histoire
L'Automobile-Club de France est fondé le 12 novembre 1895  lors d'un déjeuner en l'hôtel du comte Jules-Albert de Dion, quai d'Orsay, qui avait convié trois autres personnes : le baron Étienne van Zuylen, Edmond Récopé et le journaliste Paul Meyan.
L'ACF est à l'origine de plusieurs initiatives événementielles qui ont marqué le sport automobile en France et à l'étranger, dès le début de son fonctionnement avec, entre 1895 et 1903, l'organisation de villes à villes des huit premiers Grand Prix dits de l'ACF.
En 1898, l'ACF imagine et organise le premier salon de l'automobile dans le jardin des Tuileries à Paris. En 1899, sur une idée de Paul Meyan, avec l'aide du journal Le Matin, il crée le Tour de France automobile, considéré rétrospectivement comme étant (pour cette première saison) la quatrième édition du Grand Prix,. Le fameux cortège de la Mi-Carême au Carnaval de Paris 1903 pour la rive droite partit du siège de l'ACF. La Reine des Reines est alors portée par « Le Triomphe », un char automobile électrique De Dion, et des automobiles de prestige décorées pour la circonstance font partie de sa suite,.

### AuXXIesiècle
En 2018, l'Automobile Club de France organise un nouveau prix annuel, le Grand Prix ACF Autotech, qui récompense les nouvelles entreprises (startups) les plus innovantes. L'ACF décerne actuellement trois prix à cette occasion : « Grand Prix ACF » ; « Prix Pionnier ACF » ; « Mention GPACF GreenTech ».

## Présidents
- 1895-1922 : Baron de Zuylen de Nyevelt (1860-1934), président de l'association internationale des automobile clubs reconnus[7] (AIACR, ancêtre de la Fédération internationale de l'automobile ou FIA), de 1904 à 1931.
- 1922-1928 : Comte Robert de Vogüé (1870-1936), président de l'AIACR[8] de 1931 à 1936.
- 1928-1948 : Vicomte de Rohan (Jehan de Rohan-Chabot (pl)) (1884-1968), président de l'AIACR de 1936 à 1946, puis de la FIA[9] de 1946 à 1958.
- 1948-1971 : Comte Hadelin de Liedekerke Beaufort, président de la FIA[10] de 1958 à 1963 ; dernier président de l'Automobile Club de France à avoir cumulé, pendant tout ou partie de son mandat, la présidence de l'association française avec l'association internationale.
- 1971-1977 : M. Jean Richard-Deshais
- 1977-1989 : M. Jean Panhard (ancien directeur de la firme de construction de véhicules civils et militaires Panhard)
- 1989-1998 : M. Philippe Clément
- 1998-2006  : Marquis Philippe de Flers
- 2006-2012 : Marquis du Rouret
- 2012-2018 : M. Robert Panhard
- 2018-2024 : M. Louis Desanges
- depuis 2024 : Comte Yann de Pontbriand

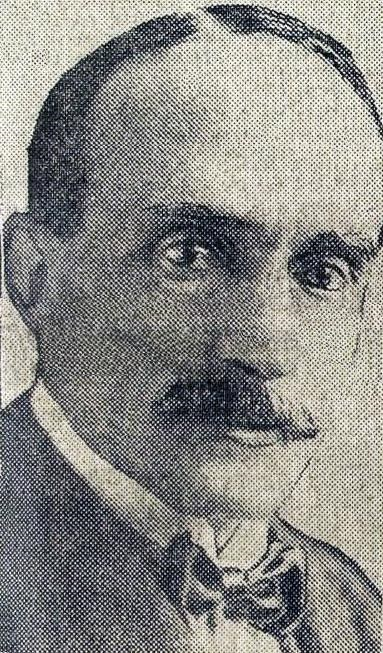
Le comte Robert de Vogüé, président de l'ACF de 1922 à 1928 (ici en 1926).
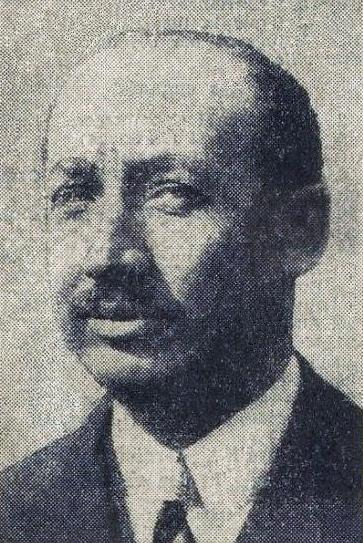
Le vicomte Jehan de Rohan-Chabot, président de l'A.C.F. de 1928 à 1948.

## Organisation

### Direction de l'ACF
L'Automobile Club de France est dirigé par son président élu parmi les membres d'un comité exécutif constitué de seize membres. Ces seize membres sont élus par l'ensemble des membres de l'ACF lors d'une assemblée générale.

### Fonctionnement
Le club est administré et géré par un bureau issu d'un comité exécutif. Le bureau est constitué du président de l'ACF et de quatre vice-présidents. Le « Cercle » dispose également d'un conseil consultatif et de plusieurs commissions (finances, juridique, intérieur, sports, communication, activités automobiles, etc.). L'ACF a développé des accords de réciprocité avec des cercles français et étrangers (notamment le Royal Automobile Club britannique, l'Union Club of City Of New York, le Jockey Club d'Argentine, etc.).
L'Automobile Club de France compte environ 2200 membres, exclusivement des hommes. L’ACF fait partie des gentlemen’s club parisiens créés à une période où l’influence culturelle britannique était encore très forte en France et dans le monde. Il en conserve aujourd’hui l’esprit : exigence de qualités morales des membres, parrainage, non mixité, codes vestimentaires, importance des activités sportives, culturelles et récréatives, importance de la courtoisie entre membres.
Si les femmes ne peuvent pas adhérer à l'Automobile Club de France, elles peuvent, en tant que conjointes ou filles de membre, avoir accès aux activités du club.
180 salariés y travaillent en 2025.

### Admission
Le parrainage est obligatoire (2 parrains et 7 sous-parrains). Une commission des candidatures de 12 membres, dont les noms ne sont pas connus, examine le dossier et désigne un rapporteur qui rencontre le candidat à son domicile. Le candidat, assisté de ses deux parrains, est alors présenté à cette commission lors d'un entretien. Le conseil procède ensuite à un vote à bulletin secret, un vote défavorable annulant 3 votes favorables. L'admission n'est définitive qu'après approbation par le président.

## Galerie

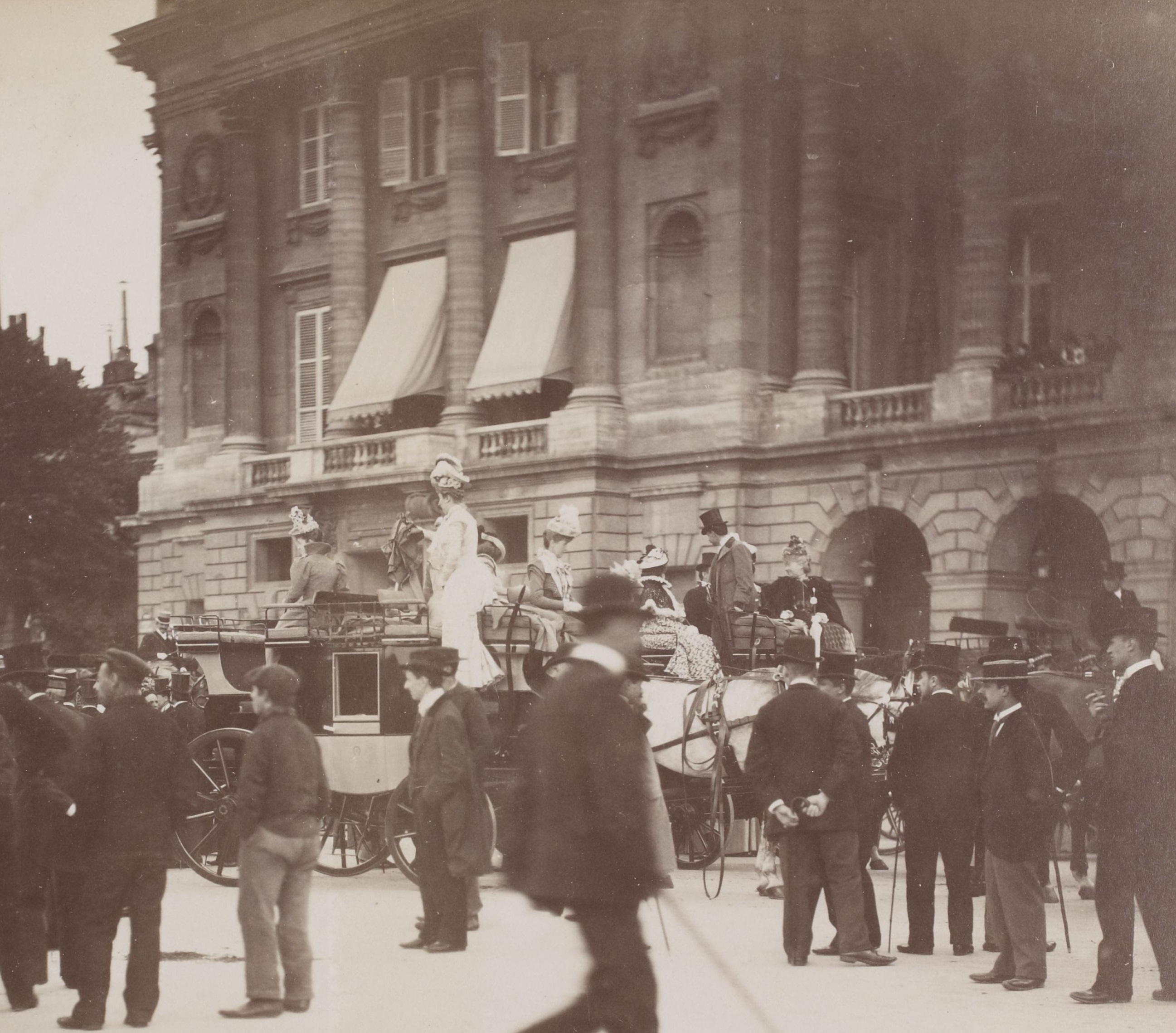
L'Automobile Club de France en 1898.
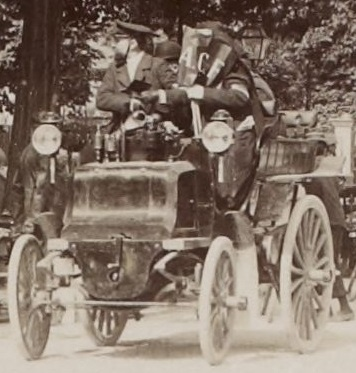
Officiels de course du Paris-Amsterdam-Paris 1898, avec le drapeau de l'ACF.
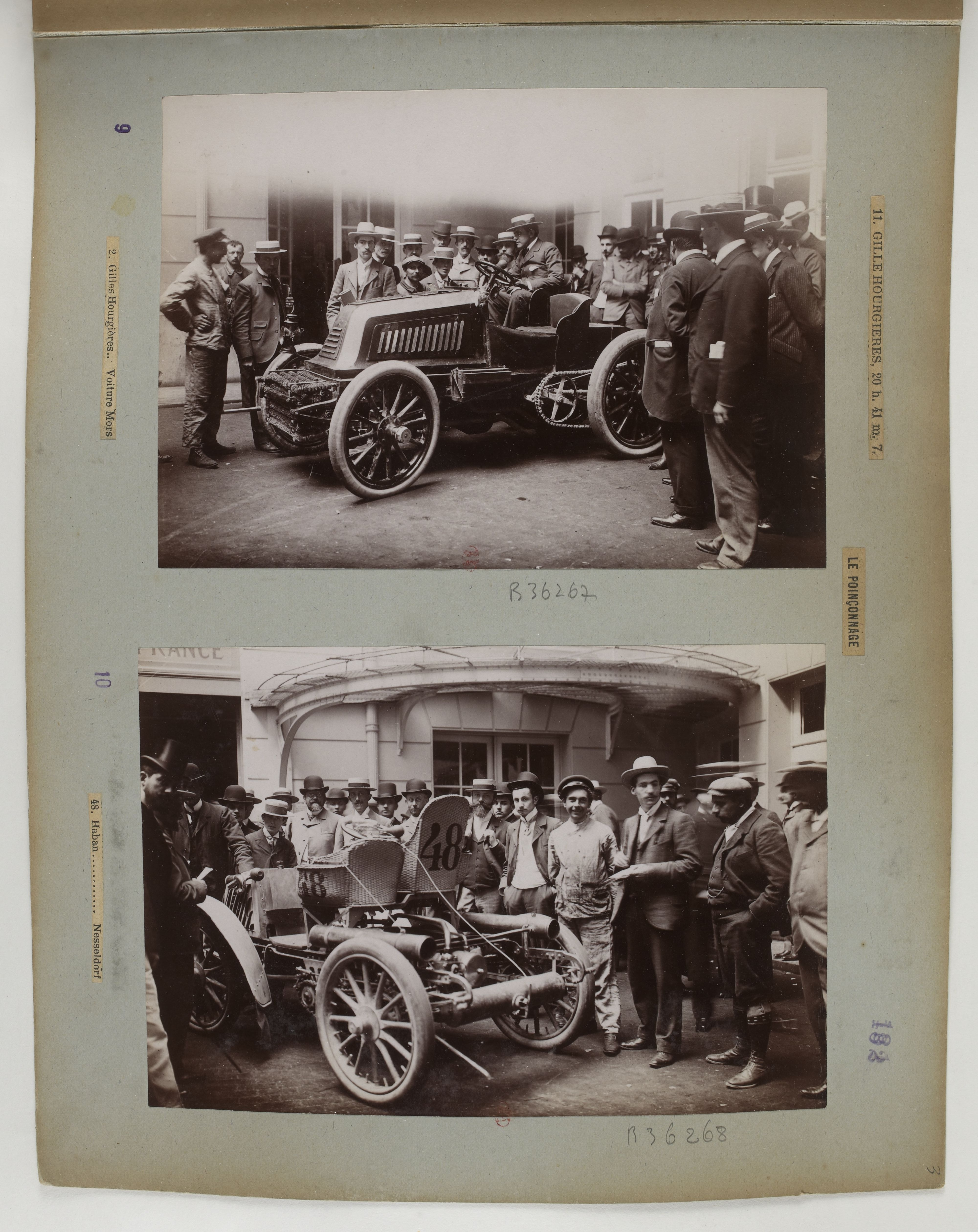
Le « Garage de l’Automobile Club de France » dans la cour de l'ACF avant le départ du Paris-Berlin (1901).
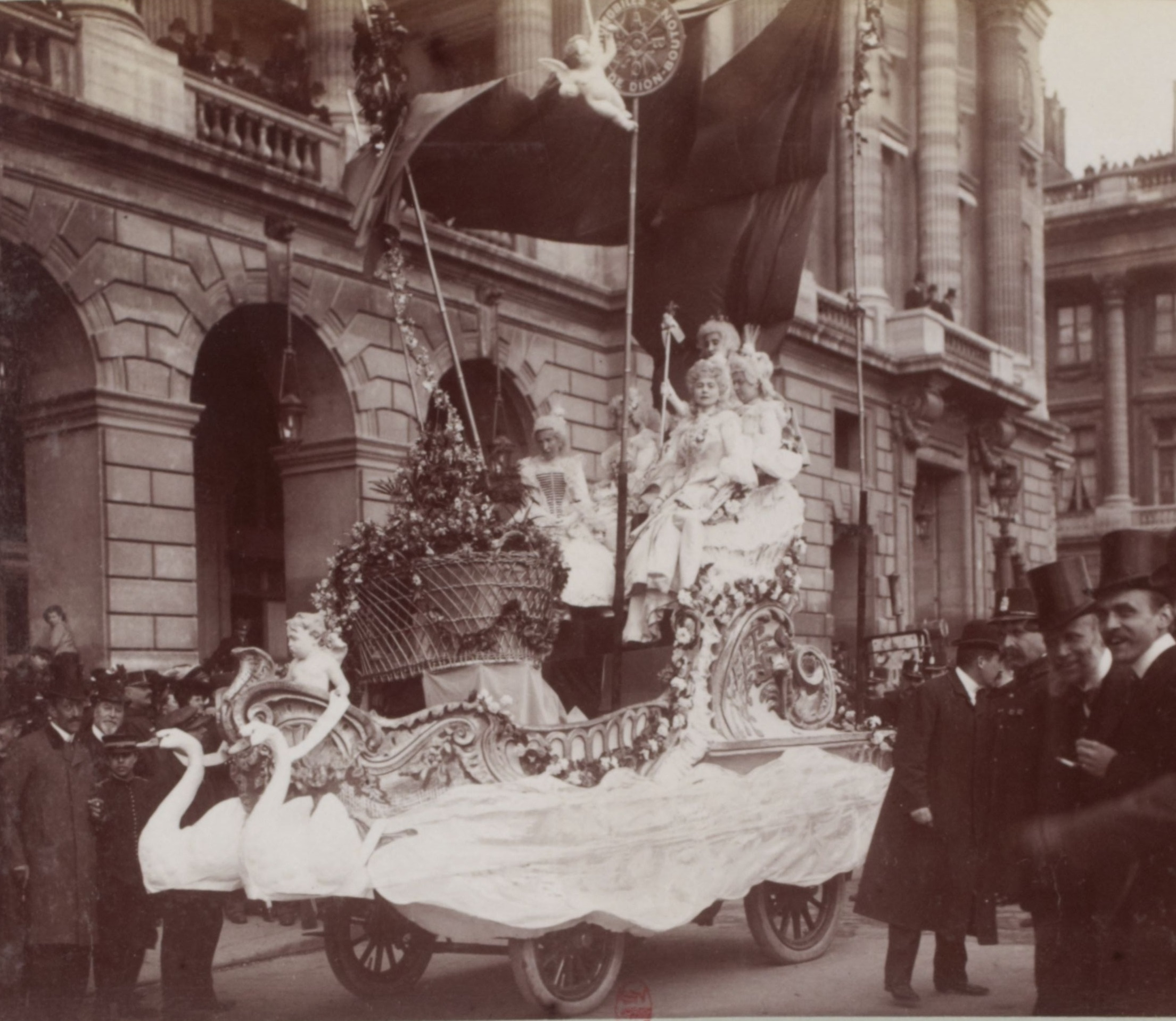
Le char électrique du Triomphe, et la Reine des Reines, Mlle Marie Missioux, devant le siège de l'ACF (Mi-Carême au Carnaval de Paris 1903).
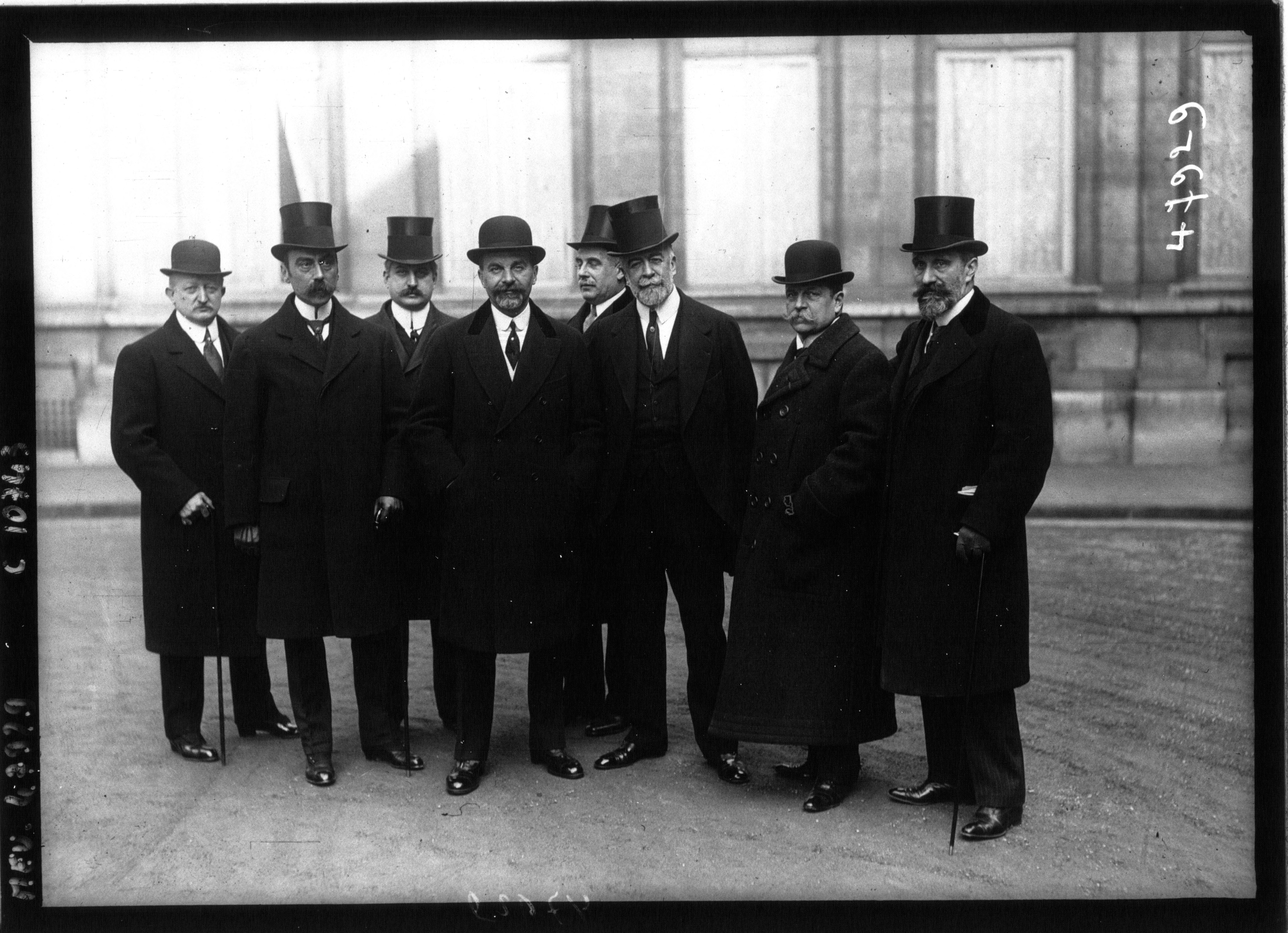
La commission sportive de l'ACF en 1914.

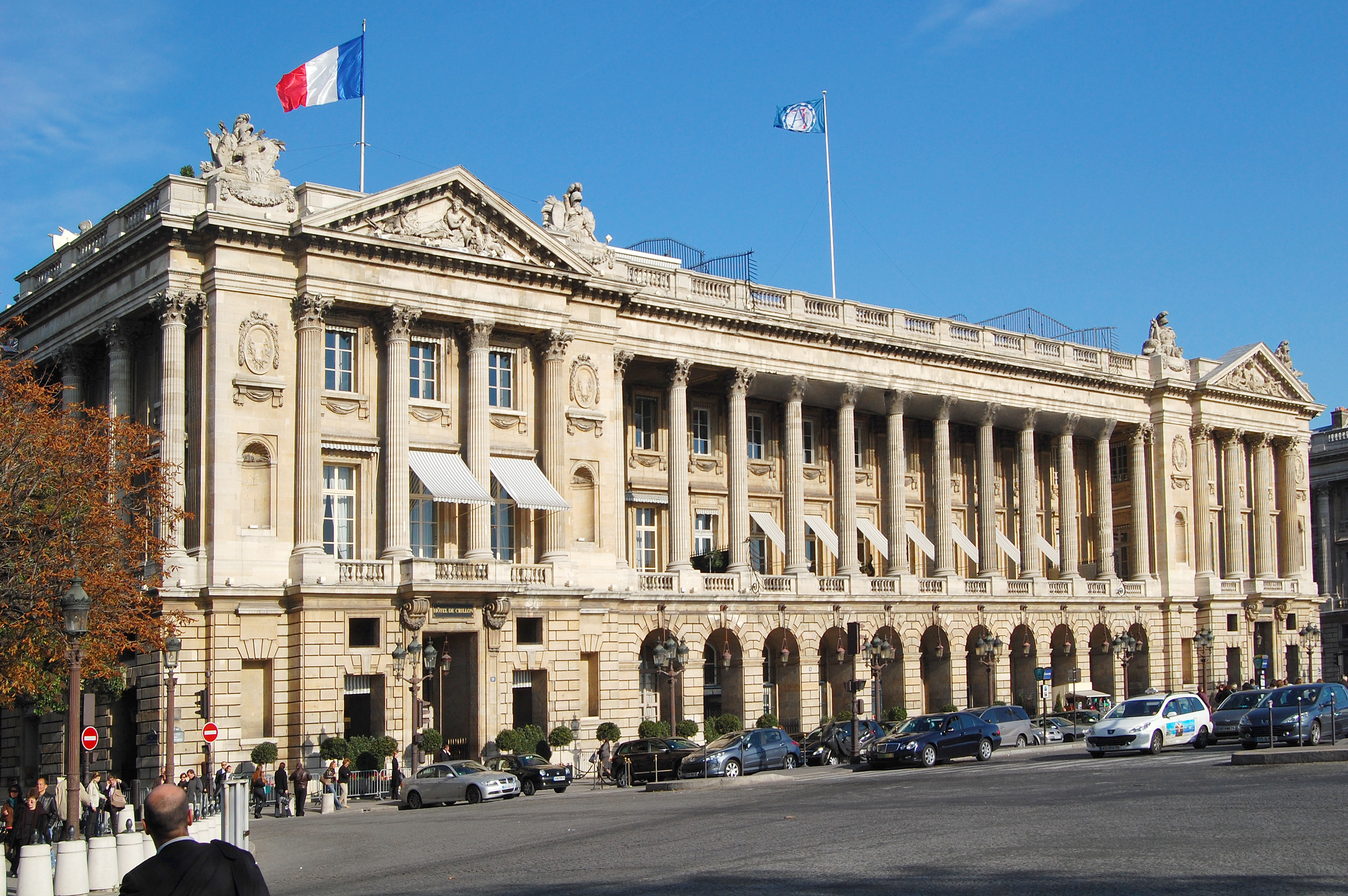
L'Automobile Club de France occupe une importante partie du bâtiment ouest de la place de la Concorde à Paris.
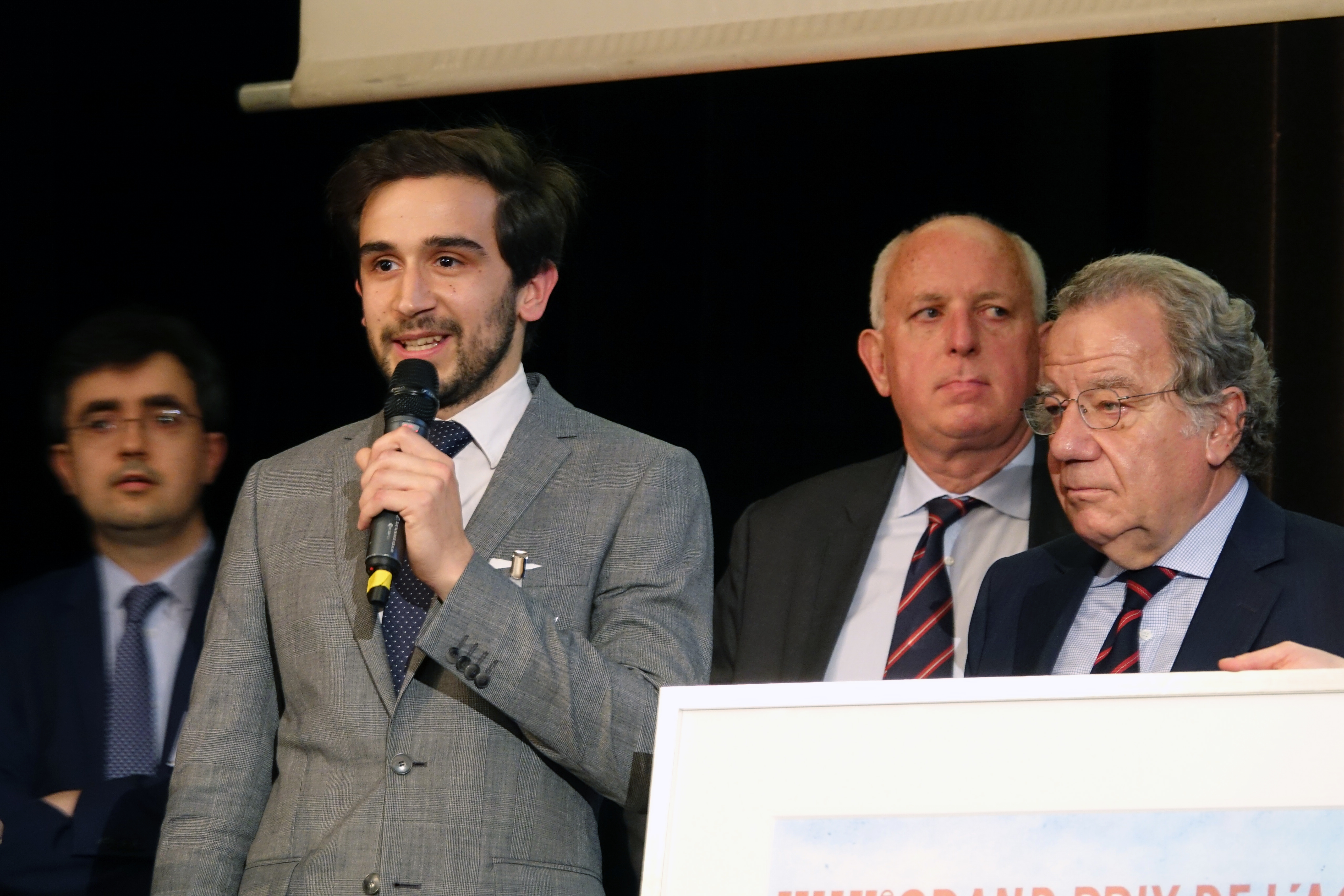
Jury et lauréat (au micro) du Grand Prix ACF de la Startup Automobile 2019.
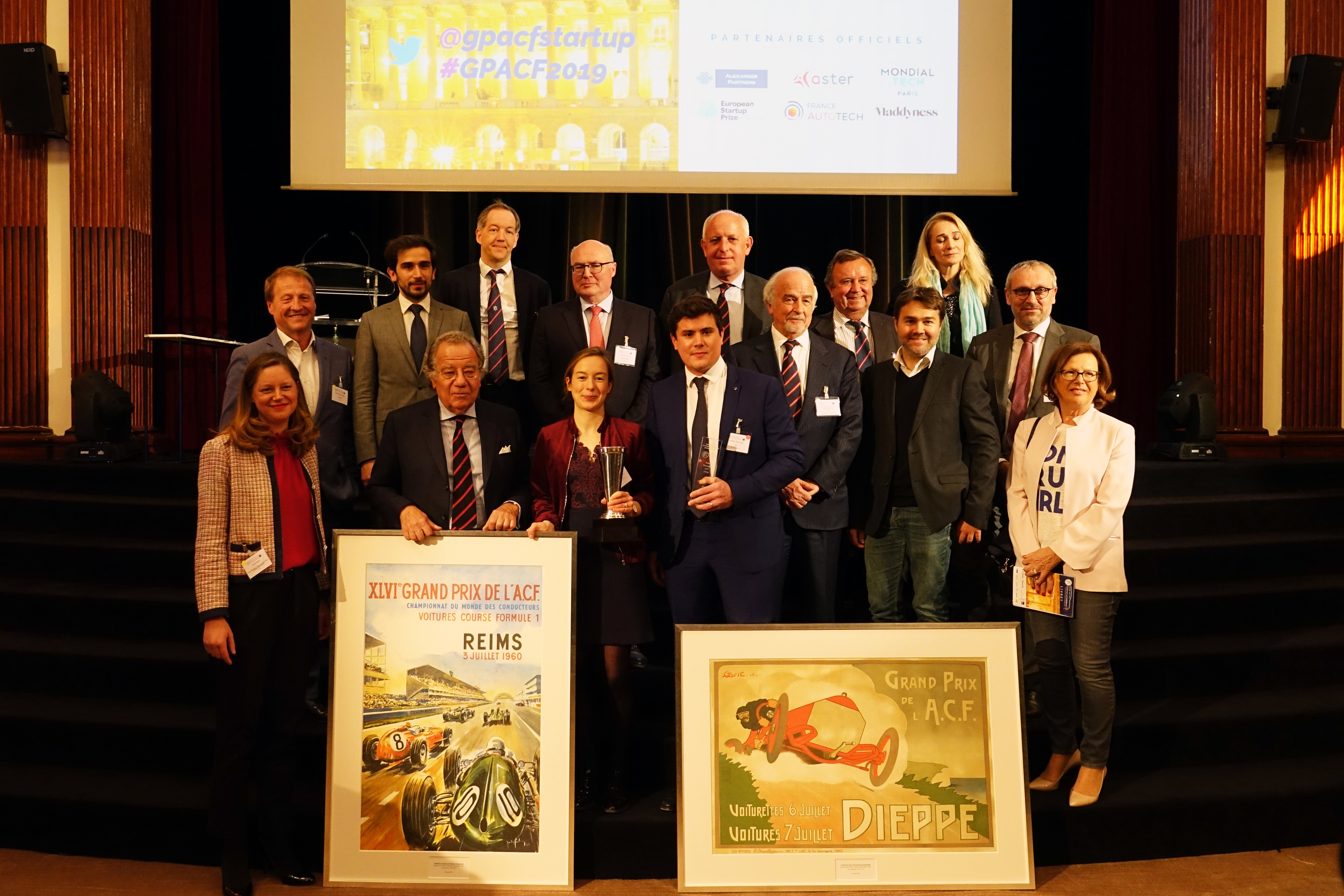
Lauréats du Grand Prix ACF de la Startup Automobile 2019.

## Membres connus

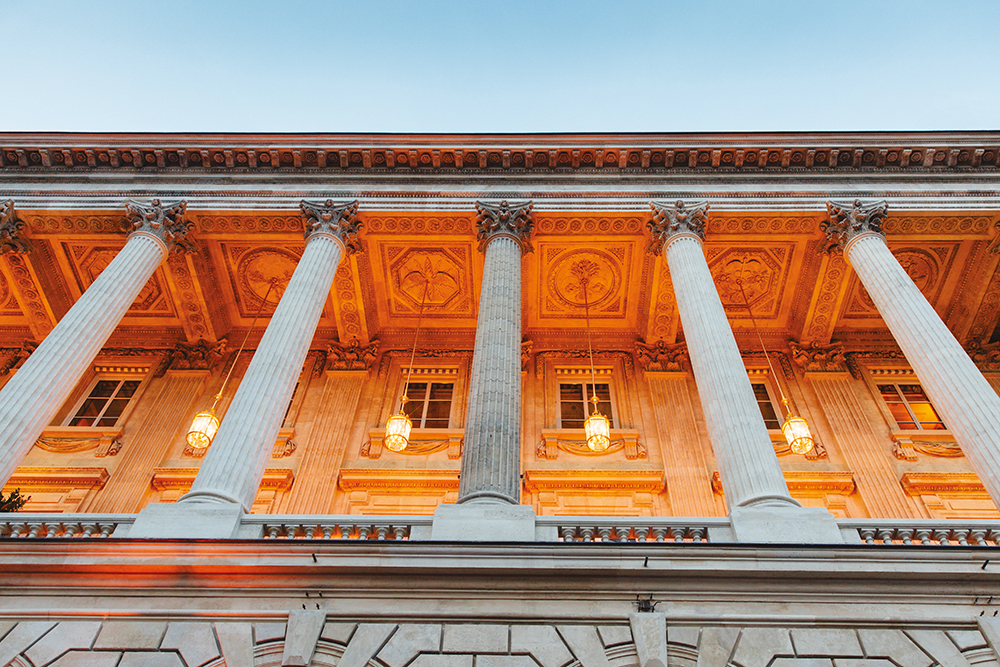
Façade actuelle de l'ACF.

Parmi les membres historiques et actuels :
- Gustave Eiffel (1832-1923)[14], ingénieur, architecte, industriel
- Edmond Récopé (1847-1921), ingénieur de la Marine, membre fondateur de l'ACF
- Paul Meyan (1852-1938), journaliste sportif, membre fondateur de l'ACF
- Jules-Albert de Dion (1856-1946), pionnier de l'industrie automobile en France, homme politique, membre fondateur de l'ACF
- Étienne van Zuylen (1860-1934), personnalité du monde automobile, membre fondateur et président de l'ACF
- Étienne Giraud (1865-1920), pilote automobile
- René de Knyff (1865-1955), pilote automobile
- Léon Auscher (1866-1942), ingénieur automobile
- Louis Robert Lebaudy (1869-1931), important mécène
- Robert de Vogüé (1870-1936), officier de marine, homme d'affaires, président de l'ACF
- Henry Goüin (1900-1977), industriel
- Jean Panhard (1913-2014), industriel automobile, président de l'ACF
- Maxime Bonnet (1923-2015), homme d'affaires
- Roland Peugeot (1926-2016), industriel automobile
- Claude Imbert (1929-2016), éditorialiste
- Philippe Oddo, entrepreneur, banquier
- Robert Peugeot, industriel automobile
- Thierry Peugeot, industriel automobile
- Nicolas Seydoux, dirigeant d'entreprise, producteur de cinéma
- Bertrand Puech, homme d'affaires, industriel du luxe
- Charles Beigbeder, entrepreneur

## Patrimoine
L'Automobile Club de France est propriétaire de l'hôtel du Plessis-Bellière et de l'hôtel Cartier, lieux où le club est installé face à la place de la Concorde à Paris. La façade, dotée d’un majestueux péristyle, est classée monument historique. L'ACF dispose d'une bibliothèque comptant plus de 51 000 ouvrages, d'archives uniques sur les premiers âges de l'automobile (et de la mobilité en général), d'une piscine conçue par Gustave Eiffel, d'une salle de cinéma, d'une importante salle de sport, d'un auditorium, de plusieurs bar-lounge, d'un restaurant, d'une terrasse aérienne et de plusieurs salons. La salle d’armes, l’une des plus anciennes d'Europe, est toujours en fonctionnement (la Fédération internationale d’escrime a été fondée à l’ACF).
L'ACF est également propriétaire d'un camping de luxe, le « Domaine des Naïades », à Grimaud dans le Var.